# 77-ма група ССО армії США
77-ма група сил спеціальних операцій армії США (англ. 77th Special Forces Group (United States) — військове формування, група сил спеціальних операцій армії США, призначена для виконання завдань спеціальних та загальновійськових операцій, ведення партизанської війни.
77-ма група спеціальних військ існувала у Форт-Бреггу з 1953 по 1960 роки, доки 20 травня 1960 року її не було реорганізовано у 7-му групу, яка послугувала базою для підготовки кадрового резерву для знов створюваних 3-ї та 6-ї груп ССО.